# Modern Family (6.ª temporada)
A sexta temporada da série de televisão de comédia Modern Family foi encomendada pela American Broadcasting Company (ABC) em 8 de maio de 2014, estreou em 24 de setembro de 2014 e foi finalizada em 20 de maio de 2015, contando com 24 episódios. A temporada foi produzida pela 20th Century Fox Television em associação com a Steven Levitan Productions e Picador Productions, com os criadores da série Christopher Lloyd e Steven Levitan como showrunners e produtores executivos. A temporada foi ao ar na temporada de transmissão de 2014-15 às noites de quarta-feira às 21h00, horário do leste dos EUA.
A sexta temporada estrela Ed O'Neill como Jay Pritchett, Sofía Vergara como Gloria Delgado-Pritchett, Julie Bowen como Claire Dunphy, Ty Burrell como Phil Dunphy, Jesse Tyler Ferguson como Mitchell Pritchett, Eric Stonestreet como Cameron Tucker, Sarah Hyland como Haley Dunphy, Ariel Winter como Alex Dunphy, Nolan Gould como Luke Dunphy, Rico Rodriguez como Manny Delgado e Aubrey Anderson-Emmons como Lily Tucker-Pritchett.
A temporada terminou com uma audiência média de de 11.91 milhões de telespectadores e ficou classificada em 24.º lugar na audiência total e classificada em 8.º no grupo demográfico de 18 a 49 anos. Esta temporada, como a anteriores, foi nomeada ao Primetime Emmy Awards em Melhor Série de Comédia, Melhor Ator Coadjuvante em Série de Comédia e Melhor Atriz Coadjuvante em Série de Comédia, sendo essa a primeira temporada a não vencer em nenhuma dessas categorias.

## Elenco e personagens

### Principal
- Ed O'Neill como Jay Pritchett
- Sofía Vergara como Gloria Pritchett
- Julie Bowen como Claire Dunphy
- Ty Burrell como Phil Dunphy
- Jesse Tyler Ferguson como Mitchell Pritchett
- Eric Stonestreet como Cameron Tucker
- Sarah Hyland como Haley Dunphy
- Ariel Winter como Alex Dunphy
- Nolan Gould como Luke Dunphy
- Rico Rodriguez como Manny Delgado
- Aubrey Anderson-Emmons como Lily Tucker-Pritchett

### Recorrente
- Steve Zahn como Ronnie LaFontaine
- Andrea Anders como Amber LaFontaine
- Adam DeVine como Andy Bailey

### Participações
- Rory Scovel como Carl
- Tyne Daly como Mrs. Plank
- Jon Polito como Earl Chambers
- Finneas O'Connell como Ronnie Jr. LaFontaine
- Brooke Sorenson como Tammy LaFontaine
- Ben Lawson como George
- Fiona Gubelmann como Lisa
- Michael Urie como Gavin Sinclair
- Nicholas Gonzalez como Diego
- Nigella Lawson como ela mesma
- Rob Riggle como Gil Thorpe
- Fred Willard como Frank Dunphy
- Stephanie Beatriz como Sonia Ramirez
- Nathan Lane como Pepper Saltzman
- Elizabeth Banks como Sal
- Christian Barillas como Ronaldo
- Penn Jillette como Edward LeGrand
- Natasha Leggero como Dana
- Kevin Daniels como Longines
- Reid Ewing como Dylan Marshall
- Joe Mande como Ben
- Laura Ashley Samuels como Beth
- Robbie Amell como Chase
- Will Sasso como Señor Kaplan
- Alyson Reed como Angela
- Pierce Wallace como Joe Pritchett
- Andrew Daly como Diretor Brown
- Benjamin Bratt como Javier Delgado

## Episódios
| N.º na série | N.º na temp. | Título                              | Dirigido por         | Escrito por                                                                | Exibição original       | Cód. de produção | Audiência (milhões) |
| --- | ------------ | ----------------------------------- | -------------------- | -------------------------------------------------------------------------- | ----------------------- | ---------------- | ------------------- |
| 121 | 1            | "The Long Honeymoon"                | Beth McCarthy-Miller | Danny Zuker                                                                | 24 de setembro de 2014  | 6ARG01           | 11.38               |
| Cameron não está pronto para concluir sua lua de mel com Mitchell e faz de tudo para preservar o romance. Gloria pede a Jay para assumir sua aparência. Os Dunphys devem se preparar para o final de seu verão perfeito, mas quando Alex volta de uma viagem humanitária, o caos volta imediatamente para a casa. |              |                                     |                      |                                                                            |                         |                  |                     |
| 122 | 2            | "Do Not Push"                       | Gail Mancuso         | Megan Ganz                                                                 | 1 de outubro de 2014    | 6ARG02           | 10.56               |
| Gloria e Jay decidem entre um presente sentimental e um presente caro de aniversário. Os Dunphys visitam Caltech e Alex tem uma ideia sobre a faculdade. Mitch e Cam querem fazer um novo retrato de família. |              |                                     |                      |                                                                            |                         |                  |                     |
| 123 | 3            | "The Cold"                          | Jim Hensz            | Rick Wiener & Kenny Schwartz                                               | 8 de outubro de 2014    | 6ARG03           | 10.30               |
| Phil tem que mudar seus planos quando um resfriado assola o vídeo do casamento de seus cunhados. Enquanto isso, Jay, Gloria e Cam discordam sobre o lugar de Manny no time de futebol da escola. Mitchell faz um novo inimigo na amiga de Lily, Sydney, que por acaso é um gênio. |              |                                     |                      |                                                                            |                         |                  |                     |
| 124 | 4            | "Marco Polo"                        | Fred Savage          | Elaine Ko                                                                  | 15 de outubro de 2014   | 6ARG05           | 9.71                |
| Os Dunphys têm que deixar temporariamente sua casa e viver em um hotel. Enquanto isso, Manny sai com uma garota que é muito mais velha e mais popular do que ele. Cameron tem problemas com a presença de Mitchell, o que está impedindo Cameron de manter a sequência de vitórias de sua equipe. |              |                                     |                      |                                                                            |                         |                  |                     |
| 125 | 5            | "Won't You Be Our Neighbor"         | Gail Mancuso         | Paul Corrigan & Brad Walsh                                                 | 22 de outubro de 2014   | 6ARG04           | 10.16               |
| Phil e Claire estão menos do que entusiasmados ao conhecer seus novos vizinhos desagradáveis. Jay descobre que a nova namorada de Manny também é neta de seu ex-parceiro de negócios. Mitchell e Cameron descobrem algo sobre a professora antipática de Lily. |              |                                     |                      |                                                                            |                         |                  |                     |
| 126 | 6            | "Halloween 3: AwesomeLand"          | Gail Mancuso         | Paul Corrigan & Brad Walsh & Abraham Higginbotham                          | 29 de outubro de 2014   | 6ARG06           | 9.92                |
| Phil assume o Halloween anual de Claire para fazer seu próprio festival. Jay se recusa a usar uma fantasia de Shrek que Gloria comprou para ele, preferindo ser o Príncipe Encantado. Cameron está sobrecarregado com as atividades do dia e Mitchell tem argumentos finais para um caso. |              |                                     |                      |                                                                            |                         |                  |                     |
| 127 | 7            | "Queer Eyes, Full Hearts"           | Jason Winer          | Stephen Lloyd                                                              | 12 de novembro de 2014  | 6ARG08           | 9.83                |
| Phil e Claire não sabem se devem ficar felizes ou preocupados com o fato de Haley e Andy estarem passando muito tempo juntos - embora logo descubram que as coisas não são o que parecem. Gloria está pressionando Manny a aprender espanhol em vez de francês e contrata um professor de espanhol, Diego. Para grande desgosto de Manny e Jay, Diego também é muito bonito. Enquanto isso, Mitch e Cam conhecem um repórter popular em um evento escolar e um deles desperta seu interesse jornalístico. |              |                                     |                      |                                                                            |                         |                  |                     |
| 128 | 8            | "Three Turkeys"                     | Beth McCarthy-Miller | Jeffrey Richman                                                            | 19 de novembro de 2014  | 6ARG09           | 10.88               |
| Phil está preparando o jantar de Ação de Graças este ano com Luke como seu subchefe. Claire não confia neles e prepara um peru secreto como reserva. Jay e Gloria tinham planos de passar o feriado fora, mas quando a viagem é cancelada no último minuto, eles decidem não contar a ninguém. Mitch está cansado de sempre ser o policial mau e força Cameron a lidar com a recusa de Lily em usar um vestido bonito para o jantar. |              |                                     |                      |                                                                            |                         |                  |                     |
| 129 | 9            | "Strangers in the Night"            | Fred Savage          | Chuck Tatham                                                               | 3 de dezembro de 2014   | 6ARG07           | 9.02                |
| Quando Alex diz a Phil e Claire que ela tem um namorado, eles se preocupam que a pressão que colocaram sobre ela a levou a inventar um namorado imaginário. Jay e Gloria têm festas para as quais estão se arrastando, mas Jay tem um plano inteligente para sair dessa. Pena que Manny pode estragar tudo. Mitch e Cam pegam um lindo sofá branco, mas é ameaçado por Brenda, uma colega de trabalho que está hospedada com eles. |              |                                     |                      |                                                                            |                         |                  |                     |
| 130 | 10           | "Haley's 21st Birthday"             | Alisa Statman        | Abraham Higginbotham                                                       | 10 de dezembro de 2014  | 6ARG10           | 9.69                |
| Em seu aniversário de 21 anos, Haley vai a um bar com os adultos. Claire se esforça demais para ser amiga de Haley e se esquece de ser a mãe de Haley. Mitch e Cam percebem que não são tão legais quanto pensavam. Além disso, Jay e Phil lutam com o presente de Haley, um carro novo. Alex, Luke e Manny cuidam de Lily, que pergunta de onde vêm os bebês. |              |                                     |                      |                                                                            |                         |                  |                     |
| 131 | 11           | "The Day We Almost Died"            | James Bagdonas       | Danny Zuker                                                                | 7 de janeiro de 2015    | 6ARG13           | 9.29                |
| Enquanto dirigem para tomar o café da manhã, os Dunphys e Manny têm uma experiência de quase morte, fazendo com que todos reavaliem suas vidas. Claire resolve ser mais divertida e menos tensa, Haley e Alex concordam em não brigar mais, Manny se recusa a andar de carro novamente, Luke quer checar sua lista de desejos, Phil decide ser um cara do tipo que age e o resto da família deve suportar o impacto de todas as novas atitudes. |              |                                     |                      |                                                                            |                         |                  |                     |
| 132 | 12           | "The Big Guns"                      | Jeffrey Walker       | Vali Chandrasekaran                                                        | 14 de janeiro de 2015   | 6ARG14           | 9.44                |
| Claire está furiosa com a monstruosidade de um barco dos vizinhos Ronnie e Amber em seu gramado e logo se torna uma guerra total quando Phil chama as "grandes armas" como apoio - seu pai Frank e todos os seus amigos aposentados para dar a eles um gostinho de seu próprio remédio. Em outro lugar, Jay está tentando treinar Joe, mas Gloria não acha que ele está pronto ainda, e Cam secretamente leva Lily para a escola de palhaços pelas costas de Mitchell. |              |                                     |                      |                                                                            |                         |                  |                     |
| 133 | 13           | "Rash Decisions"                    | Jim Hensz            | História por : Anthony Lombardo & Clint McCray Roteiro por : Daisy Gardner | 4 de fevereiro de 2015  | 6ARG16           | 9.87                |
| Luke começa a se distanciar de Phil, que faz de Andy seu novo braço direito. Gloria descobre que Joe pode ser alérgico a Stella. Mitchell começa a trabalhar como freelance jurídico na empresa de Jay. Alex tem uma entrevista na faculdade com Princeton. |              |                                     |                      |                                                                            |                         |                  |                     |
| 134 | 14           | "Valentine's Day 4: Twisted Sister" | Fred Savage          | Jeffrey Richman                                                            | 11 de fevereiro de 2015 | 6ARG15           | 9.77                |
| Phil e Claire reprisam seus papéis de Juliana e Clive Bixby, mas Phil pode estar mais interessado em Juliana do que em sua esposa. Sonia (Stephanie Beatriz), irmã de Gloria, está na cidade, o que coloca Jay em uma situação embaraçosa. Mitchell e Cameron visitam seu amigo Anders. |              |                                     |                      |                                                                            |                         |                  |                     |
| 135 | 15           | "Fight or Flight"                   | Steven Levitan       | Abraham Higginbotham                                                       | 18 de fevereiro de 2015 | 6ARG18           | 8.80                |
| Phil e Claire voltam de um longo fim de semana de reunião com os amigos de Phil, mas Claire ocupa o único assento da Primeira Classe em seu voo para casa. Jay ensina Manny a se defender de um valentão que frequenta aulas de culinária com ele. Mitchell, Cameron, Pepper e seus amigos organizam um chá de bebê para Sal. |              |                                     |                      |                                                                            |                         |                  |                     |
| 136 | 16           | "Connection Lost"                   | Steven Levitan       | Steven Levitan & Megan Ganz                                                | 25 de fevereiro de 2015 | 6ARG12           | 9.32                |
| O computador de Claire se torna o centro de todas as atividades da família quando ela fica presa no aeroporto e está desesperada para encontrar Haley depois de uma grande briga. Depois de FaceTiming com Phil e o resto da família para ajudá-la a localizá-la, Claire rapidamente começa a bisbilhotar online, o que inevitavelmente se torna perturbador muito rápido e todos são sugados para o drama online. |              |                                     |                      |                                                                            |                         |                  |                     |
| 137 | 17           | "Closet? You'll Love It!"           | Ryan Case            | Elaine Ko                                                                  | 4 de março de 2015      | 6ARG11           | 9.61                |
| Claire e Jay têm que participar de uma propaganda do armário. Enquanto isso, Phil, Luke e Manny ajudam Gloria a proteger sua privacidade. Cam entra em pânico ao descobrir que Lilly tem um recital, mas canta desafinado e Andy começa a ter apendicite. |              |                                     |                      |                                                                            |                         |                  |                     |
| 138 | 18           | "Spring Break"                      | Gail Mancuso         | Paul Corrigan & Brad Walsh                                                 | 25 de março de 2015     | 6ARG17           | 8.71                |
| Luke começa a superar Phil em aparentemente tudo. Claire limpa em todos os lugares. Haley leva Alex a um festival de música. Jay e Gloria precisam desistir de um vício, mas a presença de Cam e Mitch pode interferir em seus planos. |              |                                     |                      |                                                                            |                         |                  |                     |
| 139 | 19           | "Grill, Interrupted"                | James Bagdonas       | Paul Corrigan & Brad Walsh & Jeffrey Richman                               | 1 de abril de 2015      | 6ARG21           | 9.43                |
| O aniversário de Jay está se aproximando e Phil dá a ele uma churrasqueira ao ar livre de alta tecnologia. Mitch e Claire têm uma ótima ideia para o presente do pai, enquanto Gloria dá uma lição sobre álcool em Luke e Manny. Haley tem um novo namorado, para grande aborrecimento de Andy. |              |                                     |                      |                                                                            |                         |                  |                     |
| 140 | 20           | "Knock 'Em Down"                    | Beth McCarthy-Miller | Rick Wiener & Kenny Schwartz                                               | 22 de abril de 2015     | 6ARG20           | 8.85                |
| Jay concorda em entrar no time de boliche de Cam para as finais, mas Cam não foi totalmente sincero sobre ser uma liga totalmente gay, o que coloca Jay em uma posição precária. Phil e Claire se divertem surpreendentemente com companheiros de jantar improváveis, seus vizinhos Ronnie e Amber, e Gloria e Mitch concordam em ir a uma balada com Haley para provar que ainda são jovens e divertidos, mas não anteciparam a parte da noite antes da festa. |              |                                     |                      |                                                                            |                         |                  |                     |
| 141 | 21           | "Integrity"                         | Chris Koch           | Stephen Lloyd & Chuck Tatham                                               | 29 de abril de 2015     | 6ARG19           | 8.00                |
| Jay e Phil vão buscar o antigo Castelo da Princesa de Lily para Joe, embora ambos estejam com raiva de suas esposas, enquanto Mitchell e Cameron estão ocupados cuidando de Joe. Enquanto isso, Gloria ajuda Haley a se defender no trabalho enquanto Claire tenta subornar o diretor de Luke para dar a ele um prêmio. |              |                                     |                      |                                                                            |                         |                  |                     |
| 142 | 22           | "Patriot Games"                     | Alisa Statman        | Vali Chandrasekaran                                                        | 6 de maio de 2015       | 6ARG22           | 8.57                |
| Phil e Claire precisam competir contra os pais de Sanjay para ajudar Alex a ser a oradora da turma. Em outro lugar, Javier tenta evitar que Gloria se torne uma cidadã americana e Mitch e Cam participam de um protesto contra um restaurante local. |              |                                     |                      |                                                                            |                         |                  |                     |
| 143 | 23           | "Crying Out Loud"                   | Ryan Case            | Megan Ganz & Stephen Lloyd & Chuck Tatham                                  | 13 de maio de 2015      | 6ARG23           | 8.13                |
| Quando Claire é abordada para trabalhar em um hotel, ela se preocupa com os sentimentos de Jay ao ver sua saída de sua empresa. Manny removeu os dentes do siso, o que permitiu que Gloria arruinasse sua vida sentimental. Phil, Haley e Luke tentam convencer Alex a tentar o dia de salto sênior (matar aula). Mitch e Cam se preocupam com o porquê de Lily agir apática. |              |                                     |                      |                                                                            |                         |                  |                     |
| 144 | 24           | "American Skyper"                   | Steven Levitan       | Elaine Ko                                                                  | 20 de maio de 2015      | 6ARG24           | 7.20                |
| Phil está preso em Seattle por causa de uma infecção no ouvido durante uma viagem de negócios, mas encontra uma maneira criativa de manter contato com sua família quando Alex se forma. O primo de Gloria irrita Jay. Andy precisa escolher entre Haley e Beth. Haley acha que Beth está atrás dela por causa de seus sentimentos por Andy. Claire quer encontrar um presente melhor para sua filha depois que Jay lhe dá uma viagem para a Europa. Mitchell não sabe como dizer a Cameron, que suspeita que Mitchell o esteja traindo, que ele foi demitido novamente. Phil descobre que Andy e Haley se amam. |              |                                     |                      |                                                                            |                         |                  |                     |

## Recepção

### Resposta da crítica
A sexta temporada de Modern Family recebeu críticas positivas dos críticos de televisão, com alguns afirmando que foi uma melhora em relação às temporadas anteriores, que tiveram uma recepção crítica mista, e um retorno à forma do programa.
Vários escritores do The A.V. Club atribuíram à maioria dos episódios uma nota "B" ou superior - com um elogio especial para "The Day We Almost Died", "Closet? You'll Love It!" e "Crying Out Loud"- marcando uma melhoria em relação à nota "C" repetida ao longo da temporada anterior. "Connection Lost" também recebeu grande aclamação, com muitos elogiando sua originalidade e capacidade de transcender o que poderia ter sido um "episódio enigmático". Discutindo "Three Turkeys", Fourthmic afirmou que o episódio foi "outro forte na temporada que viu a série retornar à qualidade que passamos a apreciar nas primeiras temporadas". Em sua crítica para "Closet? You'll Love It!" Gwen Ihnat do The A.V. Club afirmou que o episódio representa "todas as razões pelas quais ainda assistimos Modern Family" e atribuiu ao episódio um A-. No mesmo site, David Kallison analisou "Grill, Interrupted" e disse "Esta temporada prova que as comédias podem sobreviver com personagens sólidos e piadas sólidas".
O desempenho de Sarah Hyland como Haley Dunphy recebeu críticas consistentemente positivas ao longo da sexta temporada. Em sua crítica para "Queer Eyes, Full Hearts", Evan Slead a rotulou como "uma grande atriz cômica. Ela tem um jeito de fazer com que o tipo estúpido e superficial ganhe respeito e notoriedade". Revendo "Rash Decisions", Gwen Ihnat do The A.V. Club rotulou Hyland de 'performer da semana', dizendo "É difícil imaginar uma época em que não seria Sarah Hyland, mas Haley continua a ser apenas um turbilhão de prazer".

### Audiência

#### Ao Vivo
| № na série | № na temporada | Episódio                            | Exibição                | Horário          | Rating/Share (18–49) | Audiência (em milhões) | Posição 18–49 | Posição semanal |
| ---------- | -------------- | ----------------------------------- | ----------------------- | ---------------- | -------------------- | ---------------------- | ------------- | --------------- |
| 121        | 1              | "The Long Honeymoon"                | 24 de setembro de 2014  | Quarta-feira 21h | 3.9/12               | 11.38                  | 11            | 16              |
| 122        | 2              | "Do Not Push"                       | 1 de outubro de 2014    | Quarta-feira 21h | 3.7/12               | 10.56                  | 7             | 21              |
| 123        | 3              | "The Cold"                          | 8 de outubro de 2014    | Quarta-feira 21h | 3.5/11               | 10.30                  | 7             | 17              |
| 124        | 4              | "Marco Polo"                        | 15 de outubro de 2014   | Quarta-feira 21h | 3.4/10               | 9.71                   | 10            | 23              |
| 125        | 5              | "Won't You Be Your Neighbor"        | 22 de outubro de 2014   | Quarta-feira 21h | 3.4/10               | 10.16                  | 7             | 19              |
| 126        | 6              | "Halloween 3: AwesomeLand"          | 29 de outubro de 2014   | Quarta-feira 21h | 3.5/10               | 9.92                   | 7             | 19              |
| 127        | 7              | "Queer Eyes, Full Hearts"           | 12 de novembro de 2014  | Quarta-feira 21h | 3.2/9                | 9.83                   | 8             | 20              |
| 128        | 8              | "Three Turkeys"                     | 19 de novembro de 2014  | Quarta-feira 21h | 3.7/11               | 10.88                  | 5             | 12              |
| 129        | 9              | "Strangers in the Night"            | 3 de dezembro de 2014   | Quarta-feira 21h | 2.8/8                | 9.02                   | 7             | 14              |
| 130        | 10             | "Haley's 21st Birthday"             | 10 de dezembro de 2014  | Quarta-feira 21h | 3.1/10               | 9.69                   | 6             | 14              |
| 131        | 11             | "The Day We Almost Died"            | 7 de janeiro de 2015    | Quarta-feira 21h | 3.2/9                | 9.29                   | 7             | 20              |
| 132        | 12             | "The Big Guns"                      | 14 de janeiro de 2015   | Quarta-feira 21h | 3.0/9                | 9.44                   | 5             | 15              |
| 133        | 13             | "Rash Decisions"                    | 4 de fevereiro de 2015  | Quarta-feira 21h | 3.4/10               | 9.87                   | 4             | 13              |
| 134        | 14             | "Valentine's Day 4: Twisted Sister" | 11 de fevereiro de 2015 | Quarta-feira 21h | 3.3/10               | 9.77                   | 3             | 15              |
| 135        | 15             | "Fight or Flight"                   | 18 de fevereiro de 2015 | Quarta-feira 21h | 3.1/9                | 8.80                   | 9             | 21              |
| 136        | 16             | "Connection Lost"                   | 25 de fevereiro de 2015 | Quarta-feira 21h | 3.4/10               | 9.32                   | 5             | 17              |
| 137        | 17             | "Closet? You'll Love It!"           | 4 de março de 2015      | Quarta-feira 21h | 3.4/10               | 9.61                   | 5             | 16              |
| 138        | 18             | "Spring Break"                      | 25 de março de 2015     | Quarta-feira 21h | 2.9/9                | 8.71                   | 2             | 14              |
| 139        | 19             | "Grill, Interrupted"                | 1 de abril de 2015      | Quarta-feira 21h | 3.0/10               | 9.43                   | 3             | 8               |
| 140        | 20             | "Knock 'Em Down"                    | 22 de abril de 2015     | Quarta-feira 21h | 3.0/10               | 8.85                   | 3             | 17              |
| 141        | 21             | "Integrity"                         | 29 de abril de 2015     | Quarta-feira 21h | 2.9/10               | 8.00                   | 2             | 22              |
| 142        | 22             | "Patriot Games"                     | 6 de maio de 2015       | Quarta-feira 21h | 2.9/9                | 8.57                   | 2             | 13              |
| 143        | 23             | "Crying Out Loud"                   | 13 de maio de 2015      | Quarta-feira 21h | 2.7/9                | 8.13                   | 2             | 16              |
| 144        | 24             | "American Skyper"                   | 20 de maio de 2015      | Quarta-feira 21h | 2.3/8                | 7.20                   | 6             | 15              |

#### Audiência Ao Vivo + 7 Dias (DVR)
| № na série | № na temporada | Episódio                            | Exibição                | Horário          | DVR (18–49) | Audiência em DVR (em milhões) | Total (18-49) | Audiência total (em milhões) | Ref    |
| ---------- | -------------- | ----------------------------------- | ----------------------- | ---------------- | ----------- | ----------------------------- | ------------- | ---------------------------- | ------ |
| 121        | 1              | "The Long Honeymoon"                | 24 de setembro de 2014  | Quarta-feira 21h | 2.2         | 4.80                          | 6.0           | 15.87                        | [ 62 ] |
| 122        | 2              | "Do Not Push"                       | 1 de outubro de 2014    | Quarta-feira 21h | 2.1         | 4.62                          | 5.7           | 14.79                        | [ 63 ] |
| 123        | 3              | "The Cold"                          | 8 de outubro de 2014    | Quarta-feira 21h | 2.3         | 4.89                          | 5.8           | 15.18                        | [ 64 ] |
| 124        | 4              | "Marco Polo"                        | 15 de outubro de 2014   | Quarta-feira 21h | 1.9         | 4.33                          | 5.3           | 14.04                        | [ 65 ] |
| 125        | 5              | "Won't You Be Our Neighbor"         | 22 de outubro de 2014   | Quarta-feira 21h | 2.2         | 4.93                          | 5.6           | 15.09                        | [ 66 ] |
| 126        | 6              | "Halloween 3: AwesomeLand"          | 29 de outubro de 2014   | Quarta-feira 21h | 2.4         | 5.20                          | 5.9           | 15.12                        | [ 67 ] |
| 127        | 7              | "Queer Eyes, Full Hearts"           | 12 de novembro de 2014  | Quarta-feira 21h | 2.2         | 4.93                          | 5.4           | 14.76                        | [ 68 ] |
| 128        | 8              | "Three Turkeys"                     | 19 de novembro de 2014  | Quarta-feira 21h | 2.3         | 4.92                          | 6.0           | 15.80                        | [ 69 ] |
| 129        | 9              | "Strangers in the Night"            | 3 de dezembro de 2014   | Quarta-feira 21h | 2.2         | 4.79                          | 5.0           | 13.81                        | [ 70 ] |
| 130        | 10             | "Haley's 21st Birthday"             | 10 de dezembro de 2014  | Quarta-feira 21h | 2.3         | 4.80                          | 5.4           | 14.49                        | [ 71 ] |
| 131        | 11             | "The Day We Almost Died"            | 7 de janeiro de 2015    | Quarta-feira 21h | 2.2         | 4.79                          | 5.4           | 14.08                        | [ 72 ] |
| 132        | 12             | "The Big Guns"                      | 14 de janeiro de 2015   | Quarta-feira 21h | 2.1         | 4.50                          | 5.1           | 13.94                        | [ 73 ] |
| 133        | 13             | "Rash Decisions"                    | 4 de fevereiro de 2015  | Quarta-feira 21h | 2.0         | 4.70                          | 5.4           | 14.58                        | [ 74 ] |
| 134        | 14             | "Valentine's Day 4: Twisted Sister" | 11 de fevereiro de 2015 | Quarta-feira 21h | 2.2         | 4.79                          | 5.5           | 14.56                        | [ 75 ] |
| 135        | 15             | "Fight or Flight"                   | 18 de fevereiro de 2015 | Quarta-feira 21h | 2.1         | 4.81                          | 5.2           | 13.61                        | [ 76 ] |
| 136        | 16             | "Connection Lost"                   | 25 de fevereiro de 2015 | Quarta-feira 21h | 2.1         | 5.00                          | 5.5           | 14.31                        | [ 77 ] |
| 137        | 17             | "Closet? You'll Love It!"           | 4 de março de 2015      | Quarta-feira 21h | 2.2         | 4.93                          | 5.6           | 14.53                        | [ 78 ] |
| 138        | 18             | "Spring Break"                      | 25 de março de 2015     | Quarta-feira 21h | 2.3         | 4.97                          | 5.1           | 13.51                        | [ 79 ] |
| 139        | 19             | "Grill, Interrupted"                | 1 de abril de 2015      | Quarta-feira 21h | 2.1         | 4.83                          | 5.1           | 14.26                        | [ 80 ] |
| 140        | 20             | "Knock 'Em Down"                    | 22 de abril de 2015     | Quarta-feira 21h | 1.9         | 4.39                          | 4.9           | 13.24                        | [ 81 ] |
| 141        | 21             | "Integrity"                         | 29 de abril de 2015     | Quarta-feira 21h | 1.8         | 4.04                          | 4.7           | 12.04                        | [ 82 ] |
| 142        | 22             | "Patriot Games"                     | 6 de maio de 2015       | Quarta-feira 21h | 1.8         | 4.02                          | 4.7           | 12.54                        | [ 83 ] |
| 143        | 23             | "Crying Out Loud"                   | 13 de maio de 2015      | Quarta-feira 21h | 1.9         | 4.24                          | 4.6           | 12.39                        | [ 84 ] |
| 144        | 24             | "American Skyper"                   | 20 de maio de 2015      | Quarta-feira 21h | 2.1         | 4.93                          | 4.4           | 12.13                        | [ 85 ] |

### Prêmios e indicações
| Primetime Awards               | Primetime Awards                                                            | Primetime Awards                             | Primetime Awards                                     | Primetime Awards |
| Ano                            | Categoria                                                                   | Indicados                                    | Papel/episódio                                       | Resultado        |
| ------------------------------ | --------------------------------------------------------------------------- | -------------------------------------------- | ---------------------------------------------------- | ---------------- |
| 2015                           | Melhor Série de Comédia                                                     | Modern Family                                |                                                      | Indicado         |
| 2015                           | Melhor Ator Coadjuvante em Série de Comédia                                 | Ty Burrell                                   | Phil Dunphy em "Crying Out Loud"                     | Indicado         |
| 2015                           | Melhor Atriz Coadjuvante em Série de Comédia                                | Julie Bowen                                  | Claire Dunphy em "Valentine's Day 4: Twisted Sister" | Indicado         |
| Primetime Creative Arts Awards |                                                                             |                                              |                                                      |                  |
| 2015                           | Melhor Casting de Série de Comédia                                          | Jeff Greenberg                               |                                                      | Indicado         |
| 2015                           | Melhor Atriz Convidada em Série de Comédia                                  | Elizabeth Banks                              | Papel: Sal Episódio: "Fight or Flight"               | Indicado         |
| 2015                           | Melhor Mixagem de Som para Série de Comédia ou Drama (meia hora) e Animação | Stephen Tibbo, Brian R. Harman e Dean Okrand | Episódio: "Connection Lost"                          | Venceu           |

## Lançamento em DVD
| Modern Family – The Complete Sixth Season | | | | | |
| Detalhes do DVD | Detalhes do DVD | Detalhes do DVD | Características Especiais | Características Especiais | Características Especiais |
| - 24 episódios - 3 discos - Áudio em Inglês (Dolby Digital 5.1 Surround) - Hard of Hearing - Legendas: Inglês - Legendas: Inglês, francês e espanhol | - 24 episódios - 3 discos - Áudio em Inglês (Dolby Digital 5.1 Surround) - Hard of Hearing - Legendas: Inglês - Legendas: Inglês, francês e espanhol | - 24 episódios - 3 discos - Áudio em Inglês (Dolby Digital 5.1 Surround) - Hard of Hearing - Legendas: Inglês - Legendas: Inglês, francês e espanhol | - Cenas Deletadas - Gag-reel - "A Day with Julie" - Awesome Halloween - A Modern Thanksgiving - Modern Connections: The Making of an Episode | - Cenas Deletadas - Gag-reel - "A Day with Julie" - Awesome Halloween - A Modern Thanksgiving - Modern Connections: The Making of an Episode | - Cenas Deletadas - Gag-reel - "A Day with Julie" - Awesome Halloween - A Modern Thanksgiving - Modern Connections: The Making of an Episode |
| Datas de lançamento | | | | | |
| Região 1 | Região 1 | Região 2 | Região 2 | Região 4 | Região 4 |
| 22 de setembro de 2015 | 22 de setembro de 2015 | 14 de setembro de 2015 | 14 de setembro de 2015 | 2 de setembro de 2015 | 2 de setembro de 2015 |